# The Plan (特拉维斯·斯科特歌曲)
（官方名稱為〈The Plan (From the Motion Picture "TENET")〉），是美國饶舌歌手特拉维斯·斯科特於2020年8月21日發行的單曲。是同年發行電影《TENET天能》的主題曲，這亦是斯科特首次為電影創作歌曲。

## 製作
歌曲以升C小調創作，每分鐘80拍，時長3分5秒，有著斯科特招牌的深沉自动调谐。的作詞作曲由斯科特、魯德溫·葛瑞森、埃博妮·奧順林德共同完成，這也是斯科特首次為電影製作歌曲。從震撼的低音循環開始，這也是整個歌曲的基調，隨著合唱的段落到來，中斷了充滿不詳氣氛的曲調。《Variety》認為，斯科特在歌曲中的快節奏演唱讓人聯想到肯伊·威斯特在《心碎節拍》專輯的表現。和電影《TENET天能》相同，歌曲以時間順行與逆行的概念構成。
在電影製作期間，葛瑞森看完《TENET天能》後覺得結尾應該要有能傳達（觀眾）剛剛歷險過程的媒介，此時他首先想到的是特拉维斯·斯科特。葛瑞森表示的歌聲與電影概念吻合，根據他的經驗這正是诺兰想要的。導演克里斯托弗·诺兰接受《GQ》採訪時稱是電影的「最後一塊拼圖」，歌曲和電影相得益彰，斯科特在音樂上的觀點，加上我跟葛瑞森建立起的敘事結構，立即造就了具洞察力且意義深遠的創作。

## 發行
2020年8月18日，特拉维斯·斯科特在自己的社群網站公布了的單曲封面，8月21日正式發行，並於《NBA on TNT》首次公開亮相。為配合電影宣傳，斯科特在自己的商店推出造型T恤，限時24小時販售。

## 評價
Pitchfork的編輯布蘭登·卡倫德（Brandon Callender）表示是首適合在畫面漸漸變暗要開始進入工作人員清單時演奏的歌曲類型，觀眾甚至不會注意到他音樂何時開始。《The Edge》的編輯西奧·史密斯（Theo Smith）給予歌曲4星（滿分5星），認為歌曲在三分鐘內，斯科特憑藉著沉重的低音、震撼的合成器、失真的背景吉他加上他的特色自动调谐與怪異的人聲，營造出了情緒不穩的電影氛圍，非常契合電影的主題。

## 參與名單
來源：Tidal
- 製作人 – 魯德溫·葛瑞森、wondaGURL（英语：WondaGurl）
- 作曲 – 雅克·伯曼·韦伯斯特二世、魯德溫·葛瑞森、埃博妮·奧順林德（英语：WondaGurl）
- 作詞 – 雅克·伯曼·韦伯斯特二世、魯德溫·葛瑞森、埃博妮·奧順林德
- 聯合表演者 – 特拉维斯·斯科特
- 母帶處理 – 魯德溫·葛瑞森、邁克·迪恩（英语：Mike Dean (record producer)）
- 混音工程 – 邁克·迪恩、特拉维斯·斯科特

## 榜單
| 排行榜（2020）                            | 排名 |
| ----------------------------------------- | ---- |
| 加拿大（Canadian Hot 100）                | 62   |
| 愛沙尼亞（Eesti Tipp-40）                 | 14   |
| 立陶宛（AGATA）                           | 45   |
| 葡萄牙（葡萄牙唱片業協會）                | 78   |
| 瑞士（瑞士热门音乐榜）                    | 98   |
| 英國（官方榜单公司單曲榜）                | 93   |
| 美國（Billboard Hot 100）                 | 74   |
| 美國（《告示牌》\|Hot R&B/Hip-Hop Songs） | 28   |
| 美国（《滾石》百強單曲榜）                | 43   |